# 신푸진

신푸 진의 위치

신푸진(한국어: 신포진, 중국어: 新埔鎮, 병음: Xīnpǔ Zhèn)은 중화민국 신주 현의 진이다. 넓이는 72.1911km2이고, 인구는 2015년 8월 기준으로 34,181명이다.

## 지리
신푸 진은 신주 현의 동북쪽에 위치하고 동쪽은 관시 진, 서쪽은 주베이 시, 남쪽은 충린 향, 북쪽은 후커우 향, 양메이 진, 룽탄 향에 접하고 있다. 비옥한 토지와 온난한 기후를 가져 농업이 발달해 있다. 주민의 상당수는 광둥성으로부터의 이민자의 자손이며 하카어가 주요 방언으로서 사용되고 있다.